# Rua da Cidadania

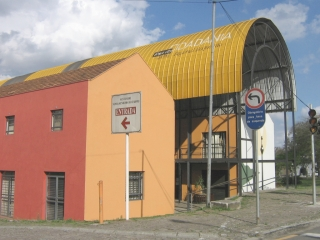
Uma das entradas da Rua da Cidadania do Terminal do Carmo, no Boqueirão.

Rua da Cidadania é uma instituição criada pela Prefeitura de Curitiba com o objetivo de descentralizar órgãos públicos, facilitando o acesso da população a diversos serviços, nas áreas de saúde, justiça, policiamento, educação, esporte, habitação, meio ambiente, urbanismo, serviço social e abastecimento, entre outras. Existem espaços destinados a pequenos estabelecimentos comerciais e lanchonetes. Diversas unidades funcionam em anexo aos movimentados terminais de transporte coletivo de Curitiba, para os quais convergem um grande número de linhas de ônibus.
A primeira Rua da Cidadania foi a do Carmo, no bairro Boqueirão, com área de 20 mil m², inaugurada em 29 de março de 1995.
Em 2019, eram 10 ruas espalhadas pela cidade: Bairro-Novo, Boa-Vista, Carmo/Boqueirão (a primeira), Cajuru, CIC, Matriz/Rui Barbosa, Pinheirinho, Fazendinha/Portão, Santa Felicidade e Tatuquara.